# مدرسة اولم للتصميم
مدرسة أولم للتصميم (بالإنجليزية: Ulm School of Design)‏ (بالألمانية: Hochschule für Aufbau Ulm) هي جامعة، تأسست في 1952، في ألمانيا. مقرها في أولم. تأسست المدرسة في عام 1953 على يد إنجي أيشر شول، وأوتل أيشر، وماكس بيل، وكان الأخير أول عميد للمدرسة وطالب سابق في باوهاوس. وسرعان ما اكتسبت المدرسة اعترافًا دوليًا من خلال التركيز على السياق الشامل والمتعدد التخصصات للتصميم بما يتجاوز نهج باوهاوس المتمثل في دمج الفن والحرف والتكنولوجيا. تم دمج موضوعات علم الاجتماع وعلم النفس والسياسة والاقتصاد والفلسفة والتفكير المنظومي مع الجماليات والتكنولوجيا. خلال عمليات المدرسة في الفترة من 1953 إلى 1968، تم تنفيذ الأساليب التقدمية لعملية التصميم داخل أقسام تصميم المنتجات، والاتصالات المرئية، والبناء الصناعي، والمعلومات وصناعة الأفلام.